# Industrie- und Handelskammer Niedersachsen
Die Industrie- und Handelskammer Niedersachsen (IHKN) ist die Landesarbeitsgemeinschaft der Industrie- und Handelskammern in Niedersachsen. Die Arbeitsgemeinschaft setzt sich zusammen aus der IHK Braunschweig, IHK Hannover, IHK Lüneburg-Wolfsburg, Oldenburgischen IHK, IHK Osnabrück-Emsland-Grafschaft Bentheim, IHK für Ostfriesland und Papenburg sowie der IHK Elbe-Weser. Sie vertritt knapp 500.000 gewerbliche Unternehmen gegenüber Politik und Verwaltung. Sitz der Einrichtung ist die Königstraße 19 in Hannover.

## Geschichte
Die Zusammenführung der niedersächsischen Einzelkammern unter ein gemeinsames Dach geht insbesondere auf das ehrenamtliche Engagement des seinerzeitigen Präsidenten der IHK Hannover, Christian Hinsch, zurück. Bei der Gründung der IHKN im Jahr 2016 wurde Hinsch zum ersten Präsidenten der Landesarbeitsgemeinschaft gewählt.